# Ahmad Sjah Kadjar

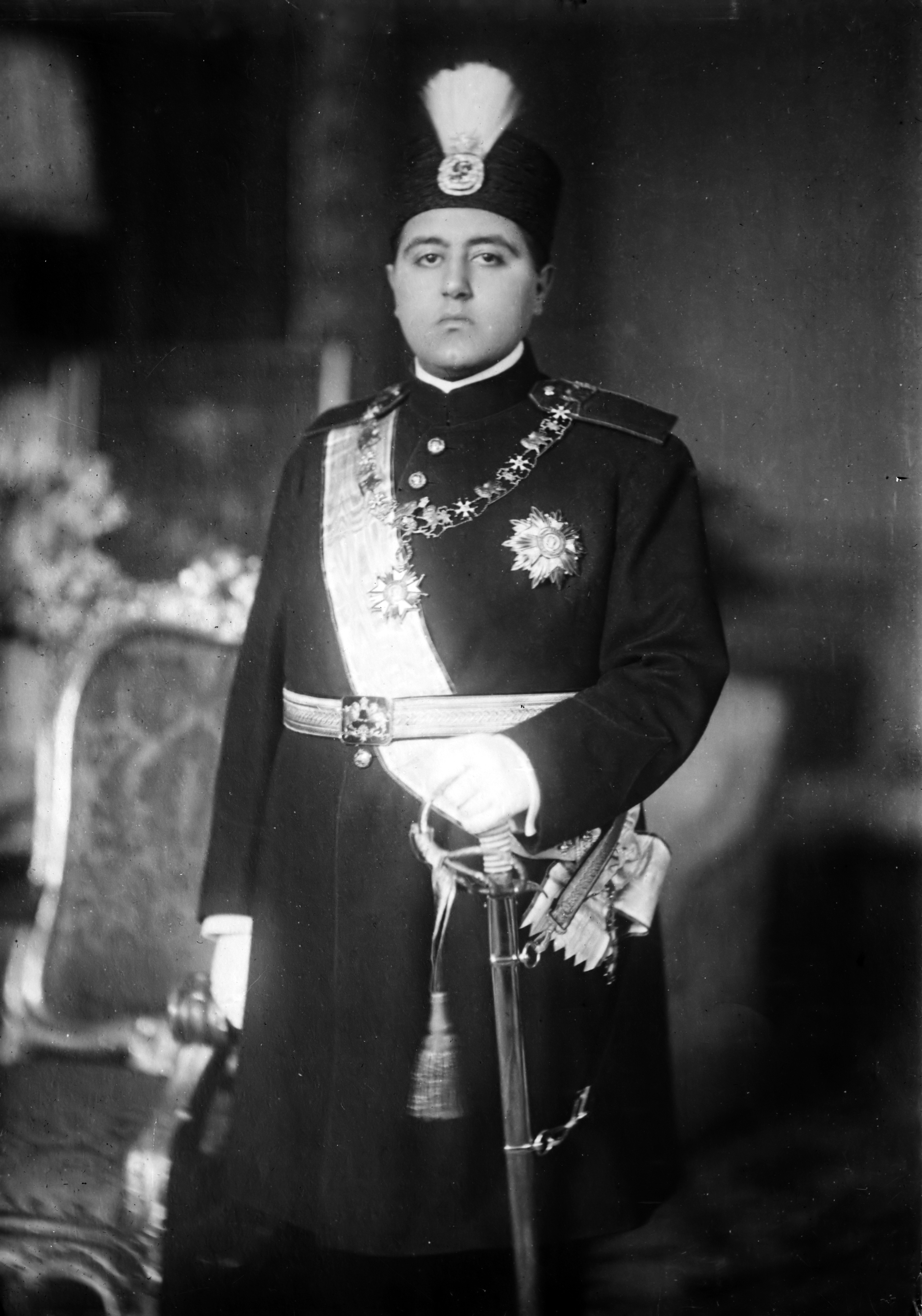
Ahmad Sjah Qajar

Ahmad Sjah Kadjar, ook: Ahmad Shāh Qājār, (Perzisch: احمَد شاه قاجار) (Tabriz, 21 januari 1898 - Neuilly-sur-Seine, 21 februari 1930) was de sjah van Perzië van 1909 tot 1925. Hij was de laatst regerende sjah van de dynastie der Kadjaren; hij werd in 1925 afgezet en als sjah opgevolgd door Reza Pahlavi.

## Biografie
Ahmad Sjah Kadjar was de zoon van Mohammed Ali Sjah en diens vrouw Malekeh Jahan. Hij besteeg de pauwentroon op 16 juli 1909, nadat zijn vader was afgezet omdat hij had geprobeerd de grondwettelijke beperking van de koninklijke macht ongedaan te maken. Ahmad Sjah Kadjar was een zwakke heerser, die te maken kreeg met interne onrust en met buitenlandse inmenging, vooral door het Russische Keizerrijk en het Verenigd Koninkrijk. De Britse regering gebruikte Perzië in 1917 als uitgangspunt voor een offensief om Rusland na de revolutie te destabiliseren.
Ahmad Sjah werd op 21 februari 1921 uit zijn macht ontzet door een militaire staatsgreep onder leiding van zijn minister van oorlog en bevelhebber van de Perzische Kozakkentroepen, Reza Khan (de latere Reza Pahlavi), die zichzelf in 1923 tot eerste minister uitriep. Politiek verzwakt vertrok Ahmad Shah in 1923 met zijn gezin uit Perzië, zogenaamd voor een "grote rondreis door Europa". Hij werd op 31 oktober 1925 officieel afgezet toen Reza Pahlavi door het parlement werd uitgeroepen tot Sjah. Hiermee eindigde de heerschappij van de Kadjaren over Perzië. 
Hij overleed in 1930 in Neuilly-sur-Seine en is begraven in de Irakese stad Karbala. De keizerlijke lijn in de Kadjaren-dynastie werd formeel voortgezet door zijn broer Mohammad Hassan Mirza.